# Жужу, Антуан
Антуа́н Жужу́ (фр. Antoine Joujou; род. 12 марта 2003, Мант-ла-Жоли) — французский футболист, полузащитник клуба «Парма» выступающий на правах аренды за клуб  «Гавр».

## Клубная карьера
Жужу — воспитанник клубов «Мелун», «Иври», «Сенар-Муасси», «Кессо» и «Бритиньи». В 2020 году игрок подписал профессиональный контракт с Гавром, где начал выступать за дублирующий состав. 13 января 2023 года в матче против «Нима» он дебютировал в Лиге 2. В поединке против «Лаваля» Антуан забил свой первый гол за «Гавр». По итогам сезона игрок помог клубу выйти в элиту. 13 августа в матче против «Монпелье» он дебютировал в Лиге 1.
28 августа 2024 года Жужу подписал контракт с итальянским клубом «Парма» и был отправлен в аренду обратно в «Гавр» на сезон 2024-25.

## Международная карьера
В 2023 году в составе молодёжной сборной Франции Жужу принял участие в молодёжном чемпионате мира в Аргентине. На турнире он сыграл в матчах против команд Гамбии, Южной Кореи и Гондураса.